# Nils Lindhagen
Nils Lindhagen, född 3 december 1909 i Stockholm, död 3 februari 1989, var en svensk museiman. Han var son till Manne Lindhagen. 
Lindhagen blev filosofie licentiat 1941, amanuens 1944 och sekreterare i Riksförbundet för bildande konst 1945, amanuens vid Nationalmuseum 1947, intendent 1951, museilektor där 1957–1958, förste intendent vid Malmö museum 1958–1968, styresman 1959–1962. Han var sekreterare i 1948 års konstutredning 1948–1956, svenska kommissionen vid Venedigbiennalen 1950 och sekreterare i Malmö stads konstnämnd 1959–1964. Han författade skrifter i konsthistoriska och konstpedagogiska ämnen. Lindhagen är begraven på Ängelholms kyrkogård.